# Apolysis irwini
Apolysis irwini är en tvåvingeart som beskrevs av Hall 1976. Apolysis irwini ingår i släktet Apolysis och familjen svävflugor. Inga underarter finns listade i Catalogue of Life.